# Oneworld Alliance

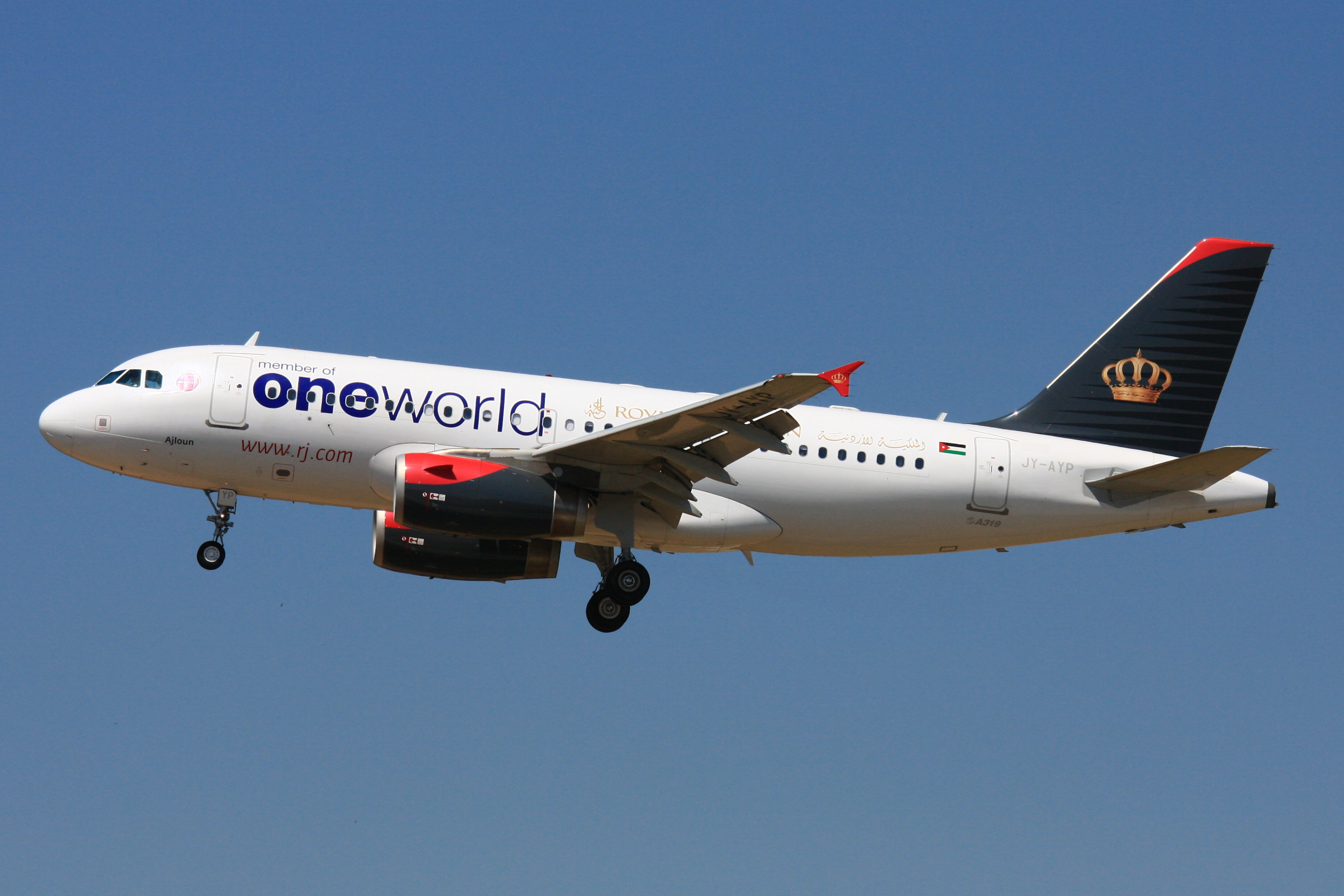
Flugzeug der Royal Jordanian Airlines in oneworld-Sonderlackierung

Die Oneworld Alliance (Eigenschreibweise oneworld Alliance) ist eine globale Luftfahrtallianz, die am 1. Februar 1999 gegründet wurde. Die Gründungsmitglieder waren American Airlines, British Airways, Canadian Airlines International, Cathay Pacific und Qantas Airways.
Die Allianz besteht aus 14 Fluggesellschaften, die insgesamt mehr als 1000 Ziele in 158 Ländern anfliegen. Die Flotten bestehen aus 3.400 Maschinen, mit denen über 500 Millionen Passagiere im Jahr befördert werden (Stand 2017). Seit 2003 wurde die Oneworld Alliance ununterbrochen und somit 2016 zum 14. Mal in Folge bei den World Travel Awards zur weltweit führenden Luftfahrtallianz („World’s Leading Airline Alliance“) gewählt.

## Kooperation
Die Mitgliedsgesellschaften kooperieren untereinander durch Codesharing und Interlining. Zudem werden die jeweiligen Status der Vielfliegerprogramme gegenseitig anerkannt. Dazu wurden drei allianzweite Statusstufen definiert, Ruby, Sapphire und Emerald.

## Mitglieder
Die Allianz besteht aus den Mitgliedern und sogenannten „Angeschlossenen Gesellschaften“. Dabei handelt es sich um Partnerairlines der jeweiligen Mitglieder.
| Name               | Herkunft               | Logo | Beitritt                       | PAX Mio./Jahr | Flugzeuge | Angeschlossene Gesellschaften           |
| ------------------ | ---------------------- | ---- | ------------------------------ | ------------- | --------- | --------------------------------------- |
| Alaska Airlines    | Vereinigte Staaten     |      | 31.03.2021                     | 47,0          | 330       | keine                                   |
| American Airlines  | Vereinigte Staaten     |      | 01.02.1999 (Gründungsmitglied) | 89,1          | 820       | American Eagle                          |
| British Airways    | Vereinigtes Königreich |      | 01.02.1999 (Gründungsmitglied) | 30,6          | 267       | BA Cityflyer und Sun-Air of Scandinavia |
| Cathay Pacific     | Hongkong               |      | 01.02.1999 (Gründungsmitglied) | 26,8          | 144       | keine                                   |
| Fiji Airways       | Fidschi                |      | 31.03.2025                     |               | 14        | Fiji Link                               |
| Finnair            | Finnland               |      | 01.09.1999                     | 7,1           | 58        | Nordic Regional Airlines                |
| Iberia             | Spanien                |      | 01.09.1999                     | 24,3          | 77        | Air Nostrum und Iberia Express          |
| Japan Airlines     | Japan                  |      | 01.04.2007                     | 39,7          | 144       | J-Air und Japan Transocean Air          |
| Malaysia Airlines  | Malaysia               |      | 01.02.2013                     | 13            | 83        | keine                                   |
| Qantas Airways     | Australien             |      | 01.02.1999 (Gründungsmitglied) | 27,9          | 129       | QantasLink und JetConnect               |
| Qatar Airways      | Katar                  |      | 30.10.2013                     | 26,7          | 131       | keine                                   |
| Royal Air Maroc    | Marokko                |      | 01.04.2020                     | 7,4           | 50        | Royal Air Maroc Express                 |
| Royal Jordanian    | Jordanien              |      | 01.04.2007                     | 3,0           | 32        | keine                                   |
| SriLankan Airlines | Sri Lanka              |      | 01.05.2014                     | 9,6           | 21        | keine                                   |
| Oman Air           | Oman                   |      | 01.07.2025                     | 7,71          | 41 (+10)  | keine                                   |

### oneworld connect
Royal Brunei Airlines hat im März 2019 Interesse an einer Mitgliedschaft bei oneworld connect geäußert. Von 2018 bis Ende März 2025 war Fiji Airways erstes und einziges Mitglied von oneworld connect.

## Beitrittskandidaten
Zuvor waren seit dem Beitritt von Royal Air Maroc am 1. April 2020 keine weiteren Beitritte final beschlossen worden. Es bestanden (Stand 2016) bei Aer Lingus Pläne, nach der Übernahme durch IAG erneut Mitglied von Oneworld zu werden.
China Southern Airlines wird als mögliches Mitglied gehandelt, wobei (Stand Februar 2019) eher eine Zusammenarbeit als oneworld connect-Partner wahrscheinlich scheint.
Oman Air ist am 1. Juli 2025 der Allianz beigetreten.

## Ehemalige Mitglieder
Folgende Fluggesellschaften waren Mitglieder bei Oneworld und sind aus der Allianz ausgeschieden:
| Fluggesellschaft     | Herkunftsland   | Logo | Beitritt  | Austritt | Grund des Austritts | Angeschlossene Gesellschaften |
| -------------------- | --------------- | ---- | --------- | -------- | --- | --- |
| Air Berlin           | Deutschland     |      | 2012      | 2017     | Betriebseinstellung nach Insolvenz | Niki |
| Aer Lingus           | Irland          |      | 2000      | 2007     | Verließ die Allianz aufgrund einer eigenen konzeptionellen Neuausrichtung freiwillig; plant zurzeit einen erneuten Beitritt. Gehört wie British Airways und Iberia zur International Airlines Group. | |
| Canadian Airlines    | Kanada          |      | 1999      | 2000     | Wurde vom Star-Alliance-Gründungsmitglied Air Canada übernommen. | |
| LATAM Airlines       | Chile Brasilien |      | 2000/2014 | 2020     | Möglicher Wechsel in eine andere Allianz | LATAM Airlines Argentina, LATAM Airlines Brasil, LATAM Airlines Colombia, LATAM Airlines Ecuador, LATAM Airlines Express und LATAM Airlines Perú |
| Malév                | Ungarn          |      | 2000      | 2012     | Betriebseinstellung nach Insolvenz | |
| Mexicana de Aviación | Mexiko          |      | 2009      | 2010     | Betriebseinstellung nach Insolvenz | MexicanaClick, MexicanaLink |
| S7 Airlines          | Russland        |      | 2010      | 2022     | Mitgliedschaft in Folge des Russischen Überfalls auf die Ukraine ausgesetzt | Globus |

## Strukturdaten
- Gründungsjahr: 1999
- Mitglieder: 13 (Mai 2020)[18]
- angeflogene Länder: 160 (2013)
- angeflogene Flughäfen: 860 (2013)
- verkaufte Passagierkilometer: 711,4 Mrd. RPK (2006)
- IATA-Marktanteil: 18 % (2002)
- beförderte Passagiere: 335,7 Mio. (2011)
- Tonnenkilometer: 43,7 Mio. (nur int. Verkehr, 2002)
- Mitarbeiter: 311.830 (2011)